# Mr Absurdity
New Tales of Mr Absurdity (kinesiska: 新法螺先生譚?, pinyin: Xin falu xiansheng tan) är en kinesisk science fiction-roman från 1904 skriven av Xu Nianci. Mr Absurdity är romanens huvudkaraktär som genomgår en rad fantastiska skeenden. Mr Absurditys själ och kropp separeras av en händelse av en tyfon. Själen tar sig ut i rymden medan kroppen sjunker in mot jordens mitt. På var sitt håll upplever kroppen och själen flera äventyr av vetenskaplig och sagolik karaktär för att slutligen återförenas och fortsätta resan på jorden. 
Förstautgåvan av den kinesiska versionen finns på två bibliotek, på Harvard i Massachusetts och ett i Hongkong. Berättelsen tas upp i "lättläst kinesisk och utländsk science fiction-litteratur" (快读中外科幻文学名著) (ISBN 7541124141).